# Verbena pogostoma
Verbena pogostoma là một loài thực vật có hoa trong họ Cỏ roi ngựa. Loài này được Klotzsch ex Walp. miêu tả khoa học đầu tiên năm 1845.